# Guatteria acrantha
Guatteria acrantha este o specie de plante angiosperme din genul Guatteria, familia Annonaceae, descrisă de Erkens și Paulus Johannes Maria Maas. Conform Catalogue of Life specia Guatteria acrantha nu are subspecii cunoscute.